# Kanton Meung-sur-Loire
Der Kanton Meung-sur-Loire ist seit 1790 ein französischer Kanton im Arrondissement Orléans, im Département Loiret und in der Region Centre-Val de Loire. Sein Hauptort ist Meung-sur-Loire.

## Gemeinden
Der Kanton besteht aus 32 Gemeinden mit insgesamt 36.911 Einwohnern (Stand: 1. Januar 2022) auf einer Gesamtfläche von 588,42 km²:
| Gemeinde                | Einwohner 1. Januar 2022 | Fläche km² | Dichte Einw./km² | Code INSEE | Postleitzahl |
| ----------------------- | ------------------------ | ---------- | ---------------- | ---------- | ------------ |
| Artenay                 | 2.009                    | 20,50      | 98               | 45008      | 45410        |
| Boulay-les-Barres       | 1.061                    | 12,45      | 85               | 45046      | 45140        |
| Bricy                   | 542                      | 12,66      | 43               | 45055      | 45310        |
| Bucy-le-Roi             | 177                      | 4,58       | 39               | 45058      | 45410        |
| Bucy-Saint-Liphard      | 208                      | 17,84      | 12               | 45059      | 45140        |
| Cercottes               | 1.477                    | 24,24      | 61               | 45062      | 45520        |
| Chaingy                 | 4.081                    | 21,69      | 188              | 45067      | 45380        |
| Charsonville            | 611                      | 24,55      | 25               | 45081      | 45130        |
| Chevilly                | 2.653                    | 41,76      | 64               | 45093      | 45520        |
| Coinces                 | 498                      | 21,63      | 23               | 45099      | 45310        |
| Coulmiers               | 565                      | 14,28      | 40               | 45109      | 45130        |
| Épieds-en-Beauce        | 1.446                    | 40,22      | 36               | 45134      | 45130        |
| Gémigny                 | 218                      | 14,17      | 15               | 45152      | 45310        |
| Gidy                    | 2.015                    | 23,91      | 84               | 45154      | 45520        |
| Huêtre                  | 282                      | 13,15      | 21               | 45166      | 45520        |
| Huisseau-sur-Mauves     | 1.754                    | 37,16      | 47               | 45167      | 45130        |
| La Chapelle-Onzerain    | 110                      | 7,06       | 16               | 45074      | 45310        |
| Le Bardon               | 970                      | 12,23      | 79               | 45020      | 45130        |
| Lion-en-Beauce          | 122                      | 7,00       | 17               | 45183      | 45410        |
| Meung-sur-Loire         | 6.621                    | 20,35      | 325              | 45203      | 45130        |
| Patay                   | 2.341                    | 13,80      | 170              | 45248      | 45310        |
| Rouvray-Sainte-Croix    | 136                      | 9,47       | 14               | 45262      | 45310        |
| Rozières-en-Beauce      | 181                      | 9,17       | 20               | 45264      | 45130        |
| Ruan                    | 205                      | 16,26      | 13               | 45266      | 45410        |
| Saint-Ay                | 3.691                    | 10,07      | 367              | 45269      | 45130, 45380 |
| Saint-Péravy-la-Colombe | 768                      | 18,96      | 41               | 45296      | 45310        |
| Saint-Sigismond         | 270                      | 14,93      | 18               | 45299      | 45310        |
| Sougy                   | 835                      | 28,25      | 30               | 45313      | 45410        |
| Tournoisis              | 383                      | 14,94      | 26               | 45326      | 45310        |
| Trinay                  | 210                      | 17,22      | 12               | 45330      | 45410        |
| Villamblain             | 279                      | 25,95      | 11               | 45337      | 45310        |
| Villeneuve-sur-Conie    | 192                      | 17,97      | 11               | 45341      | 45310        |
| Kanton Meung-sur-Loire  | 36.911                   | 588,42     | 63               | 4510       | –            |

Bis zur landesweiten Neugliederung der Kantone 2015 bestand der Kanton Meung-sur-Loire aus den zehn Gemeinden Baccon, Le Bardon, Chaingy, Charsonville, Coulmiers, Épieds-en-Beauce, Huisseau-sur-Mauves, Meung-sur-Loire, Rozières-en-Beauce und Saint-Ay. Sein Zuschnitt entsprach einer Fläche von 222,74 km2. Er besaß vor 2015 einen anderen INSEE-Code als heute, nämlich 4518.

## Geschichte
Die Schlacht bei Coulmiers am 9. November 1870 war eine Episode im Deutsch-Französischen Krieg von 1870/1871.